# 오쓰보촌
오쓰보촌(大坪村)은 사가현 니시마쓰우라군에 있던 촌이다. 현재의 이마리시의 일부에 해당한다.

## 역사
- 1889년 4월 1일 - 정촌제 시행에 의해 니시마쓰우라군 오쓰보촌이 성립하였다.
- 1943년 12월 8일 - 구 이마리정, 오카와우치촌과 합병해 새로운 이마리정이 신설하여 폐지되었다.

## 교통

### 철도
- 기타큐슈 철도(현 규슈 여객철도)
  - 본선 (현 나가사키 본선)

## 참고문헌
- 角川日本地名大辞典 41 佐賀県
- 『市町村名変遷辞典』東京堂出版、1990年。